# Station Plestan
Station Plestan is een spoorweghalte in de Franse gemeente Plestan, aan de spoorlijn Paris-Montparnasse - Brest. Zij is eigendom van de Franse spoorwegbeheerder RFF en de spoorwegmaatschappij SNCF, die het  ook exploiteert.
Het wordt bediend door treinen van het netwerk TER Bretagne op het traject Rennes - Saint-Brieuc.